# Ostrostřelec

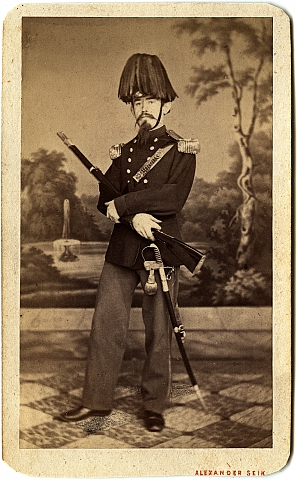
Alexander Seik: Řadový ostrostřelec, 1869

Ostrostřelec byl historicky dobrovolník či voják, který zvládal precizně střelbu.
Ve vrcholném středověku si začala zřizovat města, která neměla stálou vojenskou posádku, dobrovolnické spolky střelců zejména z řad měšťanů. Jejich příslušníci byli cvičeni ke střelbě a využíváni nejen k obraně samotných měst, ale i k vojenským tažením.
Z těchto útvarů se vyvinuly elitní útvary ostrostřelců, které byly nasazovány tam, kde bylo potřeba přesné střelby. V 17. století již města ztratila svou pevnostní funkci a z městských útvarů ostrostřelců se staly spolky, které měly jednak funkci reprezentativní, jednak se jednalo o spolky prestižní. 
V revolučním roce 1848 se ostrostřelecké spolky změnily v národní gardu, ovšem po třech letech byly tyto gardy rozpuštěny. Spolky byly sice obnoveny, ovšem původní vojenskou funkci již neplnily. Poměry v těchto spolcích ilustruje film režiséra Martina Friče – Anton Špelec, ostrostřelec.

## Armádní ostrostřelci
V armádních útvarech však zůstaly stále vojenské jednotky, které byly nazývány jako ostrostřelecké. V současné době se tento starý termín se používá jen zřídka. Ostrostřelec (angl. sharpshooter) označuje odstřelovače, který působí v rámci nějaké jednotky. Pohybuje se zpravidla v hloubi či na konci formace a jeho úkolem je vyhledávání a likvidace kulometčíků, střelců v maskovaných postech a dalších cílů podobného typu.